# Měsíc v kanálu
Měsíc v kanálu (v originále La Lune dans le caniveau) je francouzský hraný film z roku 1983, který režíroval Jean-Jacques Beineix podle románu The Moon in the Gutter Davida Goodise.

## Děj
Dokař Gérard je posedlý pátráním po muži, který znásilnil jeho sestru a zapříčinil její sebevraždu. Jeho pátrání ho přivede k setkání s bohatou Lorettou, do které se zamiluje tak, že zapomene na svou milenku Bellu. Ta žárlí a chce ho nechat zabít. Gérard uteče a vrátí se ke své posedlosti, zapomene na dvě ženy.

## Obsazení
| Gérard Depardieu     | Gérard Delmas    |
| Nastassja Kinski     | Loretta          |
| Victoria Abrilová    | Bella            |
| Vittorio Mezzogiorno | Newton Channing  |
| Bertice Reading      | Lola             |
| Gabriel Monnet       | Tom              |
| Milena Vukoticová    | Frieda           |
| Bernard Farcy        | Jésus            |
| Anne-Marie Coffinet  | Dora             |
| Katya Berger         | Catherine        |
| Dominique Pinon      | Franck           |
| Jacques Herlin       | barman           |
| Rosa Fumetto         | mladá zápasnice  |
| Victo Gavallo        | první zabiják    |
| Jean-Roger Milo      | druhý zabiják    |
| Fred Ulysse          | dílovedoucí      |
| Rudo Alberti         | strážce kláštera |

## Ocenění
- César: nejlepší výprava (Hilton McConnico)